# Декреталії
Декреталії (від лат. decretum — «указ», «постанова») — постанови римських пап (з кінця IV століття) у формі послань. На відміну від енциклік, декреталії оформлювались як листи конкретному адресату, відповідь на питання, адресоване до папи у приватній справі, вирішення якого може служити загальним правилом.

## Значення
Декреталії могли походити особисто від папи чи від папи та його ради. У більшості випадків декреталії призводили до зміни традицій церкви, що існували, тим не менше вони, як правило, мотивувались так званими апостольськими легендами. При цьому думка, висловлена главою церкви, яку було засновано одним з апостолів, визнавалась ніби свідченням самих апостолів. На сході звертались до голови будь-якої з інших «апостольських» церков. На заході, навпаки, лишень римський престол визнавався апостольським, центром всіх латинських церков. Тож кількість і значення порад, наданих римськими єпископами, є їхнім апостольським авторитетом. У свою чергу авторитетність декреталій значно сприяла посиленню могутності римських єпископів, набуваючи все більшого значення із розвитком цієї могутності.

## Рання історія
Перше безсумнівно справжнє послання римського єпископа, що є за характером декреталією, належить до IV століття. Наприкінці V чи на початку VI століття. Діонісій Малий, переглядаючи зібрання соборних канонів, додав до них 38 декреталій семи пап; пізніше до цього зібрання додали декреталії інших пап. Знаходячи декреталії в одній і тій же збірці з канонами, їм почали надавати рівне значення. Інша збірка, складена в Галлії близько першої половини VI століття, містить, також поряд зі збірними постановами, декреталії пап Дамасія I (366–384) та Геласія I (492–496).

## Фальшиві декреталії
З тих пір, як декреталії набули авторитету в тих чи інших країнах, ставало вигідним складати фальшиві декреталії. Вже 414 року Іннокентій I скаржився на такого роду фальсифікації. Реймського архієпископа Гінкмара звинувачували у вживанні фальшивих декреталій для підтримки своїх претензій.

### Лжеісидорові декреталії
Декреталії, видані у збірці Дионісія Малого, були відтворені в колекції, складеній в Іспанії близько першої третини VII століття й без доказів приписаній Ісидору Севільському. Ці декреталії стали досить відомими, й принесли гучну репутацію імовірному автору. Між 844 і 863 роками в Реймській єпархії збірку було знову перероблено. Автор цієї переробки, відомої під назвою «Фальшивих Декреталій», скориставшись іменем Ісидора Севільського та змістом його твору, додав до неї свої фальсифікації, разом збірка почала налічувати 35 фальшивих документів. Авторитет цього твору часто оскаржувався, але упродовж багатьох століть ніхто не сумнівався в його справжності. Перші серйозні нападки зробили протестанти. Про підробку документів оголосив Жан Кальвін, розгорнуті докази підробки було подано в «Магдебурзьких центуріях».